# Машина Дагена

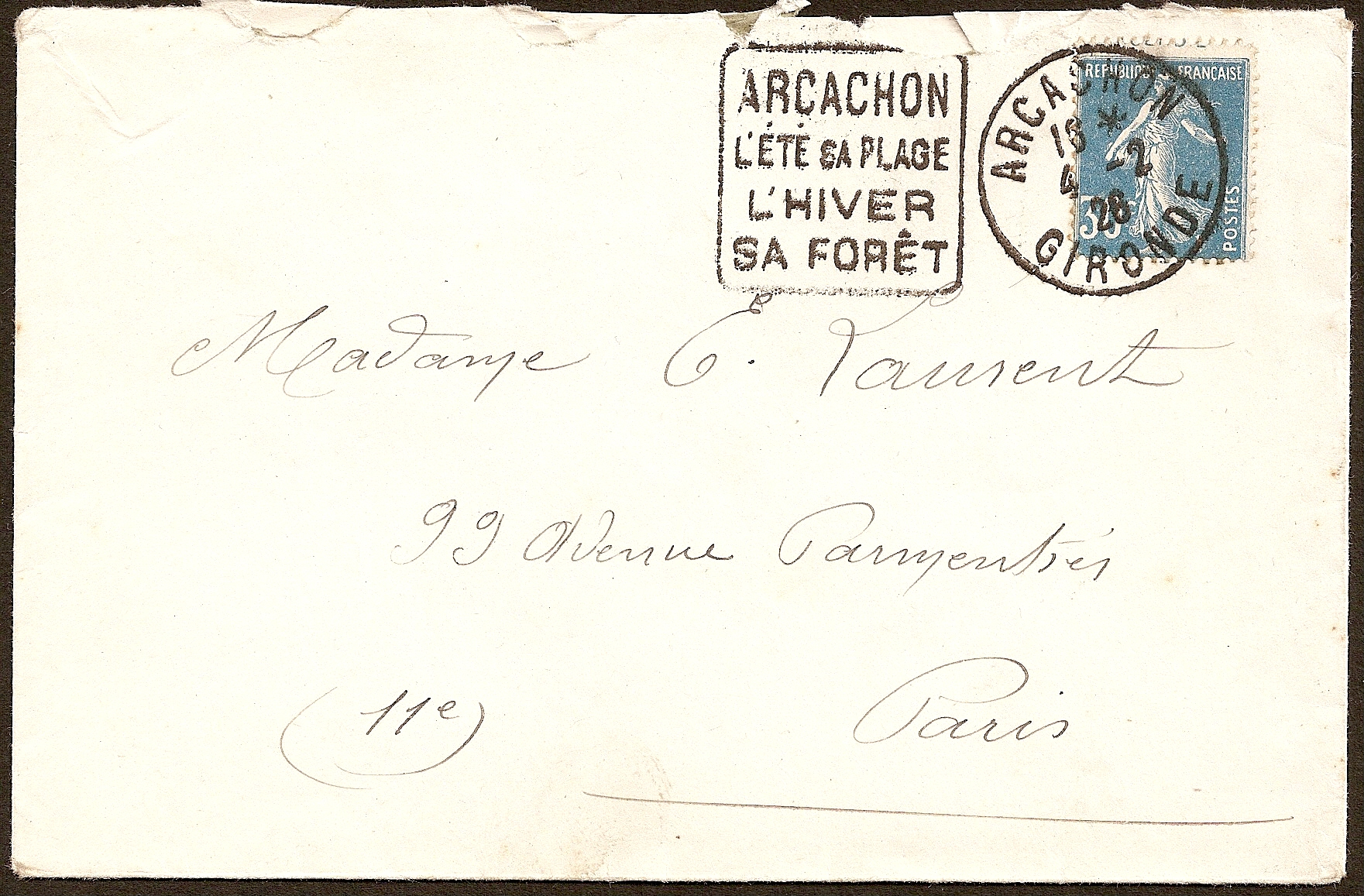
Конверт 1926 г. с гашением машиной Дагена. Один из календарных штемпелей был заменен туристическим сообщением для Аркашона

Машина Дагена — одна из первых машин для гашения почтовых марок, использовавшаяся французской почтовой администрацией . Её создал Эжен Даген (fr; 1849—1888). Первое официальное использование машины состоялось в июне 1884 года в Париже. Она могла гасить три тысячи конвертов в час.
Почтовый служащий одним движением отпечатывал два календарных штемпеля: первый погашал почтовую марку, а второй служил читаемым подтверждением даты на конверте. До 1949 года центры календарных штемпелей находились на расстоянии 28 миллиметров друг от друга.
В 1900-х годах на смену машине Дагена пришли более эффективные устройства. Однако в 1920-х годах она вновь вернулась в эксплуатацию: второй календарный штемпель был заменён сообщением коммерческого характера, вписанным в четырёхугольник с закруглёнными углами. Об официальном выводе из эксплуатации машин Дагена было объявлено в 1960-х годах, при этом некоторые исключительные случаи её использования продолжались до 1970-х годов.
Филателисты обнаружили и изучали машину и её двойные гашения в 1950-х годах.

## Описание

### Предыстория
Эжен Даген был среди инженеров, предложивших французской почте проекты «штамповочных машин». Последняя искала механическое устройство, которое могло бы быстро гасить растущий объём почтовых отправлений. До первых испытаний этих машин единственным средством гашения почтовой марки и «штампования» почтового отправления (печати даты и места отправки) были руки почтового служащего.
В июне 1881 года Даген зарегистрировал первый патент (№ 143668). На рисунке машина была изображена как швейная машина, под которой перемещались и гасились почтовые отправления. Однако в патенте есть предложение, описывающее, как будет выглядеть окончательная машина: «штамповочно-гасящая машина с шарнирным держателем штемпеля, приводимая в действие вручную». Машины, описанные в патентах № 151332 и № 151355, зарегистрированных 30 сентября 1882 года, оформленных трижды в 1883 году, были ближе к этому предложению, чем первоначальный чертёж. Машина была закреплена на столе. Служащий двигал металлический рычаг, на конце которого были закреплены два держателя календарных штемпелей. Служащий опускал рычаг в направлении почтового отправления: это движение позволяло нанести краску на календарные штемпеля благодаря направленному вверх валику. «Касающийся плунжер» надёжно фиксировал почтовое отправление на столе: чёткий оттиск почтового штемпеля можно было сделать одним движением, а пружина быстро поднимала рычаг вверх. Даген объяснил, что плунжер и пружина позволяют избежать размытия краски на письме. Однако почтовый служащий должен обращать внимание на свою вторую руку, которая перемещает почтовое отправление по столу.
Штемпеля гашения менялись по мере их износа, обновления и изменения почтовых правил о календарных штемпелях. Они были прикреплены к двум независимым друг от друга держателям штемпелей: одновременно можно было использовать два разных календарных штемпеля. В 1920-х годах один из них был заменен на четырёхугольник с закруглёнными углами, содержащий текст коммерческого характера.

### Испытания
Испытания проходили с 29 августа 1881 года по июль 1882 года с круглым календарным штемпелем и квадратным штемпелем со 196 точками. После этого Даген зарегистрировал патент 30 сентября 1882 года.
Новый испытательный период наступил после внесения нового дополнения в патент 15 января 1883 года. В период с 27 февраля по 13 марта 1883 года гашения производились двумя календарными штемпелями с постоянным расстоянием между их центрами: 46 миллиметров, и 19 миллиметров между линиями их внешних окружностей.
Дополнения к патенту от 24 октября и 4 декабря 1883 года дали точное описание машины Дагена, включая «касающийся плунжер».
В июне 1884 года первые машины официально использовались в некоторых почтовых отделениях Парижа, а в сентябре 1884 года — в первых почтовых отделениях по всей стране.

### Гашение

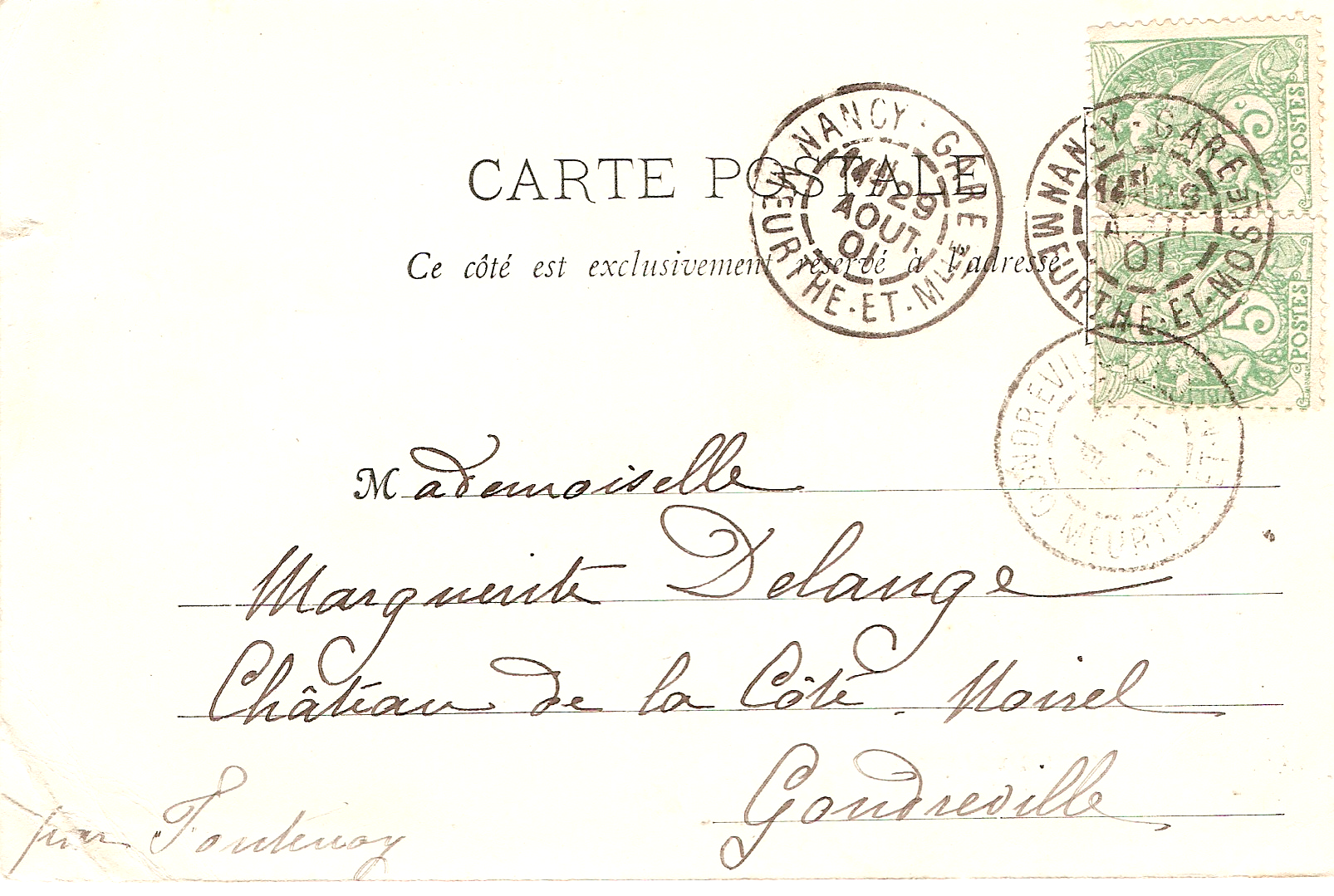
Гашение 1901 года, выполненное машиной Дагена в Нанси

С 1884 года и до постоянной смены календарных штемпелей в 1949 году у гашения машиной Дагена были четыре отличительных признака.
Во-первых, центры двух календарных штемпелей находятся на расстоянии 28 миллиметров друг от друга. Это расстояние могло изменить только значительное изменение держателей штемпелей, подобное произведённому в 1949 году.
Во-вторых, на гашении машиной Дагена всегда заметно вращение вокруг оси держателя.
В-третьих, внешняя корона с местом гашения была выгравирована иначе, чем блок даты, расположенный в центре. Последняя должна обновляться каждый день, а в случае множества гашений в день — чаще. Корона служила дольше, и её оттиск со временем изменялся. Более того, элементы двух календарных штемпелей имели разный срок службы и назначение: в случае гашения машиной Дагена они отличаются друг от друга.
Наконец, по мере износа машины, на расстоянии 35 миллиметров от центра каждого календарного штемпеля появлялась небольшая отметина. В верхней позиции красочный валик заходил слишком далеко и наносил краску на касающийся плунжер. При движении вниз плунжер, находившийся на расстоянии 35 миллиметров от центров календарных штемпелей, касался почтового отправления и оставлял пятно краски.
В первые годы эксплуатации календарный штемпель был типа 84, появившегося в 1884 году вместе с машиной Дагена, отсюда и его название. Внутренняя линия короны этого штемпеля прерывистая, поскольку Даген рекомендовал уменьшить вес, который нёс на себе держатель штемпеля.
В 1949 году, и как окончательную обязанность в сентябре этого года, почтовая администрация ввела календарные штемпеля более крупного размера, чем прежде. Держатель штемпеля машины Дагена был модифицирован: коммерческий штемпель был смещён в сторону, чтобы освободить место для нового календарного штемпеля. Новое межцентровое расстояние составляло 30 миллиметров, а коммерческий штемпель всегда располагался с левой стороны от штемпеля гашения (он мог располагаться справа или слева в зависимости от того, как почтовый служащий размещал штемпеля на держателе).

## Эксплуатация

### Активная эксплуатация
С июня 1884 года и до первых лет XX века машина Дагена успешно применялась во французских почтовых отделениях. Однако в городах её заменили из-за конкуренции с новыми электрическими аппаратами для гашения корреспонденции. Они работали быстрее, и почтовое отправление перемещалось механически.
Поскольку менять календарные штемпеля было легко, к машинам Дагена вновь вернулись в 1923 году, когда Поль Лаффон, государственный секретарь почт и телеграфов, разрешил почтовым отделениям ставить коммерческий штемпель вместо второго календарного штемпеля. Были разрешены текстовые сообщения, рекламирующие туристические города или почтовые услуги.
Последние поставки машин Дагена были в 1930 году. В этот последний год их производства было закуплено 500 машин — столько же, сколько в 1884 году, в первый год введения их в эксплуатацию.

### Конец эксплуатации
Однако электрические машины для гашения почтовых отправлений выиграли конкуренцию при появлении крупных штемпелей гашения с изображениями, тогда как коммерческие штемпеля машин Дагена содержали только текст. В 1950-х годах последние машины Дагена оставались в небольших почтовых отделениях. Для них PTT заказала тысячу машин Secap H в апреле 1952 года и ещё тысячу машин Secap BB в 1960 году. Контракты на коммерческие штемпеля для машин Дагена было приказано не продлевать и заменить их волнистыми линиями. Наконец, в 1957 году все коммерческие штемпеля, печатавшиеся машинами Дагена, были запрещены.
Во внутреннем меморандуме PTT от марта 1962 года директорам департаментов сообщалось, что почтовое отделение следует считать не имеющим машины для гашения почтовых отправлений, если в нём имеется в наличии только машина Дагена. Исключения были сделаны в индивидуальном порядке для почтовых служащих, собирающихся вскоре выйти на пенсию.

### Память
18 марта 1985 года французская почта выпустила почтовую марку в честь машины Дагена в рамках ежегодной серии «День почтовой марки» .

### За пределами Франции
Машины Дагена заказывались почтовыми администрациями других государств. Для их гашений характерны такие же отличительные признаки, что и для гашений машинами Дагена французской почтовой службы в период с 1884 года по 1949 год.
В Румынии в период с 1890 года по 1904 год машины Дагена имелись в шести почтовых отделениях: в городах Брэила, Бухарест, Фокшани, Галац, Яссы и Плоешти. Для международной филателистической выставки в Бухаресте в 2005 году была выпущена цельная вещь с изображением Эжена Дагена и его машины.

## Филателистические исследования
В 2006 году Ивон Нуазе (Yvon Nouazé) определил, что филателисты и маркофилы не изучали и даже не знали о гашениях машин Дагена до 1946 года. Самый старый текст, который он нашел, назывался "Филателистическая загадка: странные гашения Тулузы на почтовых марках серии Саж «N под U».
В 1950-х годах эта тема увлекла быстро растущее число коллекционеров после того, как Луи Губен (Louis Goubin) опубликовал статью о «проблеме двойных штемпелей во Франции с 1894 года до наших дней».
Ряд специализированных исследований о машинах Дагена и их гашениях привели к статье Роджера Перрайона (Roger Perrayon) «И снова Даген!», в которой он сообщил об отметине, оставляемой касающимся плунжером.
В 1992 году Эмиль Бартелеми (Émile Barthélémy) создал термин «одноглазый Даген» (Daguin borgne), когда использовался только один календарный штемпель. Это гашение можно идентифицировать по отметке от касающегося плунжера.

## Коллекционирование
Гашения, выполненные с помощью машины Дагена, сами по себе являются темой специализированной филателистической коллекции: пробы, первое и последнее использование в определенных почтовых отделениях или департаментах, изменения и модификации календарных штемпелей или коммерческих штампов, самые последние обнаруженные гашения и т. д.
Некоторые филателисты изучали использование машины Дагена за пределами Франции.
Коммерческие гашения машины Дагена за период с 1923 года по 1957 год служат подспорьем тематическим филателистам, коллекционирующим филателистические материалы местной французской тематики.